# Tour du Poitou-Charentes 2001
Il Tour du Poitou-Charentes 2001, quindicesima edizione della corsa, si svolse dal 28 al 31 agosto 2001 su un percorso di 661 km ripartiti in 4 tappe (la quarta suddivisa in due semitappe), con partenza da Barbezieux e arrivo a Migné-Auxances. Fu vinto dal tedesco Jens Voigt della Crédit Agricole davanti al bulgaro Ivajlo Gabrovski e all'estone Lauri Aus.

## Tappe
| Tappa  | Data      | Percorso                                                                            | km    | Vincitore di tappa | Leader cl. generale |
| ------ | --------- | ----------------------------------------------------------------------------------- | ----- | ------------------ | ------------------- |
| 1ª     | 28 agosto | Barbezieux > Marennes                                                               | 177   | Ivajlo Gabrovski   | Jens Voigt          |
| 2ª     | 29 agosto | Marennes > Moncoutant                                                               | 190   | Jaan Kirsipuu      | Jens Voigt          |
| 3ª     | 30 agosto | Moncoutant > Châtellerault                                                          | 179,8 | Jimmy Casper       | Jens Voigt          |
| 4ª-1ª  | 31 agosto | Saint-Georges-lès-Baillargeaux > Saint-Georges-lès-Baillargeaux (cron. individuale) | 20,2  | Jean Nuttli        | Jens Voigt          |
| 4ª-2ª  | 31 agosto | Saint-Georges-lès-Baillargeaux > Migné-Auxances                                     | 93,8  | Lauri Aus          | Jens Voigt          |
| Totale | Totale    | Totale                                                                              | 661   |                    |                     |

## Dettagli delle tappe

### 1ª tappa
- 28 agosto: Barbezieux > Marennes – 177 km

| Pos. | Corridore        | Squadra         | Tempo    |
| ---- | ---------------- | --------------- | -------- |
| 1    | Ivajlo Gabrovski | Jean Delatour   | 4h08'40" |
| 2    | Jens Voigt       | Crédit Agricole | s.t.     |
| 3    | Jurgen Guns      | Vlaanderen      | a 9"     |

| Pos. | Corridore  | Squadra         | Tempo    |
| ---- | ---------- | --------------- | -------- |
| 1    | Jens Voigt | Crédit Agricole | 4h08'25" |

### 2ª tappa
- 29 agosto: Marennes > Moncoutant – 190 km

| Pos. | Corridore          | Squadra | Tempo    |
| ---- | ------------------ | ------- | -------- |
| 1    | Jaan Kirsipuu      | AG2R    | 4h25'35" |
| 2    | Sven Teutenberg    | Festina | s.t.     |
| 3    | Jean-Patrick Nazon | FDJ     | s.t.     |

| Pos. | Corridore  | Squadra         | Tempo    |
| ---- | ---------- | --------------- | -------- |
| 1    | Jens Voigt | Crédit Agricole | 8h34'00" |

### 3ª tappa
- 30 agosto: Moncoutant > Châtellerault – 179,8 km

| Pos. | Corridore        | Squadra | Tempo    |
| ---- | ---------------- | ------- | -------- |
| 1    | Jimmy Casper     | FDJ     | 4h13'11" |
| 2    | Andy Flickinger  | Festina | s.t.     |
| 3    | Benjamin Levecot | Big Mat | a 6"     |

| Pos. | Corridore  | Squadra         | Tempo     |
| ---- | ---------- | --------------- | --------- |
| 1    | Jens Voigt | Crédit Agricole | 12h48'00" |

### 4ª tappa - 1ª semitappa
- 31 agosto: Saint-Georges-lès-Baillargeaux > Saint-Georges-lès-Baillargeaux (cron. individuale) – 20,2 km

| Pos. | Corridore        | Squadra         | Tempo  |
| ---- | ---------------- | --------------- | ------ |
| 1    | Jean Nuttli      | Phonak          | 25'05" |
| 2    | Jens Voigt       | Crédit Agricole | a 5"   |
| 3    | Sylvain Chavanel | Bonjour         | a 21"  |

| Pos. | Corridore  | Squadra         | Tempo     |
| ---- | ---------- | --------------- | --------- |
| 1    | Jens Voigt | Crédit Agricole | 13h13'10" |

### 4ª tappa - 2ª semitappa
- 31 agosto: Saint-Georges-lès-Baillargeaux > Migné-Auxances – 93,8 km

| Pos. | Corridore       | Squadra    | Tempo    |
| ---- | --------------- | ---------- | -------- |
| 1    | Lauri Aus       | AG2R       | 2h08'37" |
| 2    | Jaan Kirsipuu   | AG2R       | a 1"     |
| 3    | Harald Morscher | Nürnberger | a 5"     |

| Pos. | Corridore        | Squadra         | Tempo     |
| ---- | ---------------- | --------------- | --------- |
| 1    | Jens Voigt       | Crédit Agricole | 15h21'52" |
| 2    | Ivajlo Gabrovski | Jean Delatour   | a 35"     |
| 3    | Lauri Aus        | AG2R            | a 2'45"   |

## Classifiche finali

### Classifica generale
| Pos. | Corridore         | Squadra                   | Tempo     |
| ---- | ----------------- | ------------------------- | --------- |
| 1    | Jens Voigt        | Crédit Agricole           | 15h21'52" |
| 2    | Ivajlo Gabrovski  | Jean Delatour             | a 35"     |
| 3    | Lauri Aus         | Ag2r Prévoyance-Décathlon | a 2'45"   |
| 4    | Jurgen Guns       | Vlaanderen-T Interim      | a 2'55"   |
| 5    | Sylvain Chavanel  | Bonjour                   | a 3'20"   |
| 6    | Christophe Moreau | Festina                   | a 3'30"   |
| 7    | Jaan Kirsipuu     | Ag2r Prévoyance-Décathlon | a 3'33"   |
| 8    | Thomas Liese      | Team Nürnberger           | a 3'41"   |
| 9    | Stuart O'Grady    | Crédit Agricole           | a 3'43"   |
| 10   | Anthony Langella  | Crédit Agricole           | s.t.      |